# Personaggi di Ninja Gaiden
Questo è un elenco di personaggi appartenenti alla serie di videogiochi Ninja Gaiden. Questa lista comprende sia i personaggi della vecchia serie Shadow Warrior, sia quelli del reboot del 2004 Ninja Gaiden, quest'ultimo ambientato nell'universo di Dead or Alive.

## Tabella
| Personaggi       | NG/NGB | NGΣ/NGΣ+ | NGDS             | NG2 | NGΣ2/NGΣ+2 | NG3 | NG3RE    | NGZ |
| ---------------- | ------ | -------- | ---------------- | --- | ---------- | --- | -------- | --- |
| Ryu              | Sì     | Sì       | Sì               | Sì  | Sì         | Sì  | Sì       | No  |
| Rachel           | No     | Sì       | No               | No  | Sì         | No  | No       | No  |
| Ayane            | No     | No       | No               | No  | Sì         | No  | Sì       | No  |
| Momiji           | No     | No       | Sì (1º capitolo) | No  | Sì         | No  | Sì (DLC) | No  |
| Kasumi           | No     | No       | No               | No  | No         | No  | Sì (DLC) | No  |
| Yaiba            | No     | No       | No               | No  | No         | No  | No       | Sì  |
| Totale giocabili | 1      | 2        | 2                | 1   | 4          | 1   | 4        | 1   |

## Trilogia NES
La trilogia NES narra l'incontro tra Ryu e Irene, i loro conflitti con il Clan Demon capitanato da Jacquio, con la tribu di Ashtar, e con le investigazioni della CIA.

### Irene Lew
Irene Lew (アイリーン・ルー ?, Airīn Rū) è un'agente della CIA e interesse romantico di Ryu. Incontra il ninja per la prima volta in Shadow Warriors, in cui lo attacca con un tranquillante. Dopo essere stata salvata da Ryu dopo il rapimento di Jaquio, i due si innamorano.
In Shadow Warriors II: The Dark Sword of Chaos, Irene viene rapita nuovamente, questa volta da Ashtar, con il solo scopo di distrarre Ryu ed attaccarlo nel momento opportuno. Robert riesce a salvare Ryu, anche se Ashtar è in grado nuovamente di fuggire con Irene. Quando Ryu riesce a raggiungerli nel labirinto dell'oscurità, Ashtar accoltella alle spalle Irene, ma quest'ultimo riesce a sopravvivere. Aiutata da Robert a scappare, entrambi vengono fatti prigionieri da Jaquio, che la sacrifica per risvegliare la Spada del Caos, ma è in seguito resuscitata con il potere della Spada del Drago di Ryu.
In Ninja Gaiden III: The Ancient Ship of Doom, Irene è attaccata dal doppelgänger di Ryu e presunta morta, per poi ricomparire alla fine della storia a fianco a Ryu. Nel periodo intercorso tra Ninja Gaiden e Dead or Alive, Ryu e Irene si sposano ed aprono un negozio di oggetti rari negli Stati Uniti.

### Ken Hayabusa
Ken Hayabusa, chiamato Joe Hayabusa (ジョウ・ハヤブサ?, Jō Hayabusa) nella versione originale, è il padre di Ryu. Appare per la prima volta in Shadow Warriors, dove si scontra con Bloody Malth e viene sconfitto. Prima di partire aveva lasciato una lettera Ryu, dicendo di andare in America e cercare il dottor Walter Smith se non fosse tornato. In realtà ricompare più avanti come il "Diavolo mascherato", sotto il controllo di Jaquio, ma quando Ryu rompe il congegno che controlla la mente del padre, esso si riprende, solo per sacrificarsi per salvare Ryu da Jaquio. Ken muore così nelle braccia di Ryu.

## Ninja Gaiden
Ninja Gaiden è ambientato principalmente nel Sacro Impero di Vigoor (神聖ヴィゴル帝国?, Shinsei Buigoru Teikoku), una nazione imperialista situata in una regione dell'Asia occidentale, nella quale, a causa della conformazione del territorio, vige una forte politica isolazionista, e l'unico modo per accedervi è solo via dirigibile. La capitale dell'Impero è la città di Tairon, governata dall'Arcidemone Imperatore di Vigoor e difeso dai tre Demoni sovrani (重鬼卿?, Jūki kyō) Marbus, Doku e Alma.

### Ryu Hayabusa
Ryu Hayabusa (リュウ・ハヤブサ?) è il ninja ventenne lasciato alla guardia della Spada del Drago Nero, mentre suo padre non è presente al villaggio del clan. Due anni dopo, lo ritroviamo combattente del torneo di Dead or Alive.

### Ayane
Ayane (あやね?) è la kunoichi quattordicenne che lavora per Murai. Ha un profondo rispetto per Ryu, chiamandolo spesso 'Maestro Ryu'. Il suo compito è quello di passare informazioni e suggerimenti a Ryu dall'ombra.

### Kureha
Kureha (呉葉?) è una miko del clan Hayabusa e un'amica d'infanzia di Ryu. Viene uccisa da Doku quando quest'ultimo attacca il villaggio di Ryu. Kureha era addetta alla protezione dell'Occhio del Drago, un gioiello ricavato da un occhio di un drago, che si scopre essere il pezzo mancante per trasformare la Spada del Drago nella Vera Spada del Drago. Alla fine del gioco, Ryu posa il gioiello sulla tomba di Kureha. In Ninja Gaiden Dragon Sword viene introdotta sua sorella Momiji.

### Murai
Murai (村井?), conosciuto anche come il Discepolo oscuro (黒使大兄?, Kuro shi taikei), è lo zio di Ryu da parte della madre, nonché il capo del Clan delle Ombre. Potente e assetato di potere, un tempo faceva parte del clan Hayabusa, finché non decise di creare un clan tutto suo. È doppiato da Banjō Ginga.
Dal suo clan, Murai è intenzionato ad ottenere il potere di una divinità maligna. Dopo aver inviato la sua allieva Ayane come spia nel clan Hayabusa, manipola suo nipote Ryu, in modo che possa distruggere l'imperatore di Vigoor e ottenere la Spada del Drago Nero. Con il potere della spada nelle sue mani, Murai combatte una dura battaglia contro suo nipote, cercando di ucciderlo. Tuttavia, egli sottovaluta le capacità di Ryu e viene sconfitto e ucciso dalla forza della Vera Spada del Drago.
Murai è un ninja molto potente ed esperto. Forte e veloce, sa usare anche alcuni particolari incantesimi ninpo, che gli permettono di controllare le armi a distanza e di teletrasportarsi per brevi tratti. Quando ottiene la Spada del Drago Nero (黒龍丸?, Kokuryūmaru), si trasforma in un essere mostruoso simile ad un demone, in cui tutte le sue caratteristiche sono amplificate.

### Imperatore di Vigoor
Il Sacro Imperatore di Vigoor (神聖皇帝ヴィゴル?, Shinsei Kotei Vigoru) è l'entità che controlla l'Impero di Vigoor. Sebbene molti abitanti dell'Impero lo descrivano come un uomo con i capelli bianchi, in realtà è un essere simile ad una statua dalle fattezze angeliche. Egli mira ad utilizzare il potere della Spada del Drago Nero per diventare una divinità simile al mitologico Vigoor, padre di tutti gli Arcidemoni. Per recuperare la spada, invia il demone Doku a distruggere il villaggio degli Hayabusa. Alla fine, dopo essere stato sconfitto da Ryu, perde tutti i suoi poteri divini e si trasforma in un demone con il corpo formato da una massa di teschi, che verrà sconfitto da Ryu in un combattimento all'ultimo sangue.

### Rachel
Rachel (レイチェル?, Reicheru) è una cacciatrice di demoni vigooriana. È una donna alta con i capelli biondi. In Ninja Gaiden la sua missione è trovare sua sorella gemella Alma, trasformata in un demone da Doku a causa della maledizione del sangue di demone: infatti entrambe le sorelle condividono il sangue dei demoni e sono predisposte a trasformarsi. Tuttavia Rachel è in grado di controllarlo, ed oltre ad una forza sovrumana è in grado di utilizzare diverse tecniche magiche derivate da esso (paragonabili alle tecniche ninpō di Ryu Hayabusa).
Rachel appare nuovamente nei remake Ninja Gaiden Sigma e Ninja Gaiden Sigma 2, dove è un personaggio giocabile ed ha missioni supplementari. Utilizza principalmente un martello da guerra, chiamato Martello infernale, mentre i suoi attacchi magici sono chiamati Lame di Uroboros (ウロボロスの刃?, Uroborosu no yaiba) (NGS) e Ira di Afrodite (アフロディテの怒い?, Afurodaite no ikari) (NGS2). Rachel appare anche in Dead or Alive 5 Ultimate come personaggio giocabile. È doppiata da Michie Tomizawa.

### Gamov
Gamov (ガモフ?, Gamofu) è un agente speciale infiltrato nell'Impero Vigoor, che lavora con Murai, da cui verrà alla fine ucciso. Viene nominato in Ninja Gaiden 2, dove viene rivelato che è il fratello minore di Genshin, e che prima faceva parte del clan del Ragno Nero. È doppiato da Hisao Egawa. In Ninja Gaiden Sigma non si limita a osservare gli eventi, ma è il boss di un livello che ha per protagonista Rachel. In battaglia usa un pugnale e due pistole e dimostra agilità e velocità eccelse, di fatto inumane. Sebbene Rachel abbia la meglio, Gamov non sembra essere particolarmente affaticato dal duello. In virtù delle sue doti combattive, è ipotizzabile che anche Gamov si sia addestrato alle arti ninja del clan del Ragno Nero.

### Dynamo e Alternator
Dynamo (ダイナモ?, Dainamo) e Alternator (オルタネーター?, Arutenētā) sono due generali dell'Impero Vigoor, il cui corpo è stato modificato con l'aggiunta di parti robotiche ed elettroniche.

### Marbus
Marbus (マルバス?, Marubasu) è il Grande Demone degli Inferi, uno dei tre Grandi Demoni al servizio dell'Impero di Vigoor. È un demone alato dal corpo possente e dalla testa simile a quella di una capra o di un asino, sormontata da lunghe e spesse corna. È doppiato da Yukitoshi Hori.
In Ninja Gaiden, egli è la guardia del corpo dell'Imperatore di Vigoor. Sulla via per sconfiggere l'Imperatore, Ryu Hayabusa si ritrova a combattere contro Marbus, che verrà inevitabilmente sconfitto. In Ninja Gaiden Sigma 2, Marbus viene resuscitato dal potere della Statua del Demone. Dopo la sconfitta di Alexei, è lui a prendere possesso della città di Manhattan. Ma il suo regno è di breve durata, poiché verrà sconfitto da Rachel. Ritornato negli Inferi, incontra Ryu Hayabusa, che lo sconfiggerà una seconda volta.

### Doku
Doku (ドーク?, Dōku) è uno dei tre Grandi Demoni al servizio dell'Impero di Vigoor. Appare come un'armatura da samurai posseduta da una fiamma viola che risiede al suo interno. È uno dei più potenti demoni ed è stato lui a trasformare Alma in un demone. È doppiato da Koji Totani.
Viene inviato dall'Imperatore di Vigoor per recuperare la spada del Drago Nero. Con il suo esercito di samurai, Doku mette a ferro e fuoco il villaggio degli Hayabusa, uccidendo Kureha e battendo Ryu in duello. Successivamente riaffronterà Ryu altre due volte: la prima nella sua forma corporea nei pressi del Colosseo, dove perde il duello e lascia sul terreno la sua spada Kitetsu; la seconda volta nel Labirinto di Zarkhan nella sua forma eterea, dove stavolta verrà definitivamente ucciso. Prima che il suo spirito venga distrutto, Doku marchia Ryu con una maledizione, trasformandolo nella cosa che odia di più: un demone. In precedenza, coadiuvato da Nicchae e Ishtaros, aveva rapito ancora una volta Rachel, incatenandola nella Piramide di Zarkhan, al fine di usare il suo sangue per potenziare Alma. In quell'evento, pur non combattendo contro Ryu, si rese protagonista dell'uccisione di Alma, quando questa si frappose a difesa della sorella, venendo infilzata al suo posto.

### Alma
Alma è la sorella di Rachel, la cacciatrice di demoni dell'impero di Vigoor, che fu trasformata da Doku in un demone. Una volta mutata, Alma diventa uno dei tre Grandi Demoni di Vigoor. La prima volta affronta Ryu Hayabusa all'interno del Monastero Dworku, dove viene sconfitta. A quel punto compare Rachel, che stende la sorella e sta per assestarle il colpo di grazia. Ma nel momento di farlo, vedendola indifesa e ripensando all'amore fraterno che le lega non riesce a ucciderla e Alma fugge. Ryu l'affronterà infine una seconda volta, nei pressi della Grande Piramide di Zarkhan. Qui Doku ha imprigionato Rachel nel tentativo di succhiarne la linfa vitale per potenziare ulteriormente Alma, il cui aspetto muta sensibilmente. Ryu riesce a sconfiggerla, ma anziché finirla si dirige verso l'incatenata Rachel poiché Doku vuole eliminarla. Incredibilmente anche Alma, forse cosciente, fa lo stesso e riesce a salvare la vita della sorella, frapponendosi tra lei e Doku, che con la sua spada infilza Alma, uccidendola.

### Muramasa
Muramasa (ムラマサ? kanji: 村正) è un leggendario fabbro che ha viaggiato in tutto il mondo, ed ha vari negozio in diverse regioni, tra uno a Tairon, capitale dell'Impero Vigoor e uno a Tokyo, in Giappone. Quando era più giovane ha avuto una relazione con Obaba ed è stato in rivalità con il fabbro Shishido. È doppiato da Takeshi Aono.
In Ninja Gaiden appare come proprietario di un negozio a Tairon, vendendo a Ryu oggetti preziosi o migliorando le sue armi. In Ninja Gaiden Dragon Sword si reca al villaggio del clan Hayabusa per portare rispetto alla deceduta Kureha, e decide di aprire un negozio temporaneo, aiutando Ryu nel corso delle sue imprese. Sei mesi dopo, in Ninja Gaiden 2, Muramasa lavora in un negozio a Tokyo, in cui viene visitato da Sonia, quest'ultima alla ricerca di Ryu. Più avanti combatte un gruppo di ninja con molta velocità a discapito della sua vecchia età. In Ninja Gaiden 3 il suo ruolo è margina ed incontra Ryu una sola volta. Muramasa fa anche della apparizioni in Dead or Alive 4 come fruttivendolo e in Dead or Alive 5, in cui si prende cura della vera Kasumi.

## Ninja Gaiden Dragon Sword
Questo capitolo per Nintendo DS introduce un nuovo personaggio, Momiji, che viene rapita dal Clan del Ragno Nero (地蜘蛛一族?, Jigumo Ichizoku), un clan che è stato il rivale del Clan Hayabusa per centinaia di anni. La loro sete di potere ha deformato i loro corpi, rendendoli simili a dei ragni.

### Momiji
Momiji (紅葉?) è una miko e kunoichi del villaggio di Hayabusa che viene introdotta in Ninja Gaiden Dragon Sword. È doppiata da Yūko Minaguchi.
Dopo la morte di sua sorella maggiore Kureha in Ninja Gaiden, rimane l'ultima miko del tempio del drago e diventa suo compito custodire l'Occhio del Drago. Per questo motivo viene rapita dalla malvagia Obaba del clan del Ragno Nero, al fine di ottenere l'Occhio del Drago per il demone Ishtaros, venendo alla fine salvata da Ryu. In Ninja Gaiden Sigma 2, quando il villaggio del clan Hayabusa viene attaccato dai ninja del clan del Ragno Nero, Momiji raduna tutti i ninja del villaggio per proteggere il resto degli abitanti. La mattina dopo, Momiji scopre che Sanji, un giovane ninja ancora in formazione, è stato fatto prigioniero dai fratelli tengu, una coppia di demoni che la ragazza riesce a sconfiggere. In Ninja Gaiden 3 Momiji cerca di portare Ryu al villaggio Hayabusa, per scoprire qualcosa di più sulla maledizione del Reggente della maschera. Mentre si avvicinano al santuario vengono attaccati da Obaba, ma riescono a sconfiggerla. Dopo la fine della battaglia, Momiji cade svenuta, ma Ryu riesce a salvarla e a portarla al santuario per essere curata da suo padre. Quando Tokyo viene devastata dalla Dea, riappare insieme a Joe Hayabusa, per aiutare Ryu contro le creature dei Signori dell'Alchimia. Momiji appare anche nel remake Ninja Gaiden 3: Razor's Edge, in Dead or Alive 5 Ultimate come nuovo combattente e in Yaiba: Ninja Gaiden Z.

### Obaba
Obaba (御婆?) è una strega e capo del clan del Ragno Nero che viene introdotta in Ninja Gaiden Dragon Sword come principale antagonista. È doppiata da Hiroko Emori.
In questo capitolo, Obaba è responsabile del rapimento di Momiji e del furto dell'Occhio del Drago, anche se alla fine viene uccisa da Ryu Hayabusa. In Ninja Gaiden Sigma 2, dopo che Genshin attacca il villaggio degli Hayabusa, Obaba viene resuscitata dal potere dei Quattro Grandi Demoni di Vazdah e ruba l'Occhio del Drago nuovamente, acquistando una forza inaudita e una nuova forma mostruosa. Combatte contro Ayane, la quale riuscie a sconfiggerla e a recuperare l'Occhio del Drago. Tuttavia, utilizza i suoi poteri per sfuggire nuovamente alla morte, è riappare in Ninja Gaiden 3, dove tende un agguato a Ryu e Momiji. Dopo un estenuante combattimento, Obaba incontrerà definitivamente la morte per mano di Ryu.

## Ninja Gaiden 2
Questo secondo capitolo e le successive espansioni ruotano intorno al Clan del Ragno Nero ( 地蜘蛛一族?, Jigumo Ichizoku) comandato da Genshin, e dall'Arcidemone Vazdah con i suoi Quattro grandi demoni: Elizébet, Volf, Alexei e Zedonius.

### Sonia
Sonia è il nome in codice di un'agente della CIA che appare per la prima volta in Ninja Gaiden 2, doppiata da Mariko Suzuki.
In questo capitolo, Sonia è alla ricerca di Ryu per discutere di recenti avvenimenti che riguardano la Statua del Demone, una statua con enormi poteri malvagi custodita dal clan Hayabusa che potrebbe essere rubata a breve per resuscitare l'arcidemone Vadzah. In Ninja Gaiden 3 non è fisicamente presente ma solo nominata, mentre in Ninja Gaiden 3: Razor's Edge aiuta attivamente Ayane guidandola vocalmente, anche se si presenta col suo vero nome: Irene.
Sonia appare anche in Dead or Alive Dimensions, che rinarra le vicende dei primi quattro capitoli della serie Dead or Alive, in cui inizialmente non compariva. In questa nuova versione narrata da DOAD, il personaggio viene effettivamente introdotto come Irene Lew, mentre Sonia appare come nome in codice. Il personaggio è basato su Irene Lew della vecchia trilogia NES, ma non è lo stesso, infatti secondo la vecchia trilogia lei e Ryu dovrebbero essere già spostati.

### Joe Hayabusa
Joe Hayabusa (ジョウ ハヤブサ?, Jō Hayabusa) è il padre di Ryu e capo del clan Hayabusa. Leader saggio e potente, Joe è un muscoloso uomo di mezza età, vestito con un shinobi shozoku bianco ricoperto in alcune parti da pezzi di armatura. Sulla guancia destra è segnato da una cicatrice, procurata in una delle sue numerose battaglie.
Nel primo capitolo della serie viene solo nominato, affermando che Joe abbia lasciato il villaggio per allenarsi sulle lontane montagne, lasciando il compito di proteggere la spada e il villaggio a Ryu. Fa la sua prima apparizione in Ninja Gaiden 2, quando il villaggio degli Hayabusa viene attaccato dai ninja del clan del Ragno Nero, Joe combatte contro Genshin nel tentativo di proteggere la Statua del Demone. Dopo un lungo scontro, Joe viene gettato da una sporgenza Genshin, mentre quest'ultimo combatte contro Ryu. Tuttavia Joe sopravvive, e, mentre Ryu insegue Elizébet, si appresta a continuare lo scontro con il suo avversario. In Ninja Gaiden 3 si scopre che Joe è sopravvissuto al suo scontro con Genshin, perdendo la vista nel combattimento. Quando Ryu combatte con la Dea a tokyo, Joe combatte insieme a Momiji per tenere occupate le creature dei Signori dell'Alchimia. È doppiato da Norio Wakamoto.

### Genshin
Genshin (玄心?) è il nuovo capo del Ragno Nero e fratello maggiore di Gamov. Genshin è un uomo alto, di mezza età, con una benda sull'occhio che gli copre l'occhio destro. Il suo vestito è un mix di abiti ninja e pezzi di armatura. Freddo e calcolatore, la sua sete di potere è pari solo all'odio per la stirpe del drago.
Proprio per questo motivo, vuole distruggere il villaggio di Hayabusa ed il suo clan, ed affermare la superiorità del Clan del Ragno Nero. Nella sua missione di distruzione, si allea con i demoni. Lui e il suo clan attaccano il villaggio degli Hayabusa, e, nel tentativo di rubare la Statua del demone, combatte contro Ryu e Joe Hayabusa. Genshin combatte contro Ryu più volte; prima sulla Fortezza volante di Dedalo, poi sul monte Fuji, dove troverà la sua morte. Dopo essere stato trasformato in demone da Elizébet, Genshin segue Ryu nelle profondità degli Inferi e lo sfida nuovamente. Nonostante il nuovo potere demoniaco datogli da Elizébet, Genshin viene sconfitto dal Ninja Drago. Con il suo ultimo respiro, dona a Ryu la spada dell'Arcidemone, che, dopo la sconfitta di Vazdah, verrà conficcata nel cimitero dei ninja sulla sommità del monte Fuji. Genshin fa anche una piccola apparizione in Ninja Gaiden 3; lo spirito del leader del clan del Ragno Nero appare a Ryu, dandogli la Spada del Arcidemone in modo che possa combattere la Dea.
Genshin è uno dei ninja più potenti di tutta la serie. Combatte con la Spada dell'Arcidemone (邪神剣?, Jashinken), una spada potente come la Spada del Drago che viene consegnata solo al ninja più potente e spietato nel clan del Ragno Nero. Genshin fa un uso magistrale di quest'arma, sferrando potenti e veloci attacchi e concantenandoli in combo che non lasciano scampo al nemico. Trasformato in demone, diventa più veloce e più forte, ed è in grado di emettere fiamme arancioni che utilizza nei suoi attacchi. È doppiato da Ryūzaburō Otomo.

### Vazdah
Vazdah (ヴァーズダー?, Vā Zudā) è uno degli Arcidemoni e successore dello stesso Vigoor. Egli controlla alcuni dei più potenti demoni esistenti, tra cui i Quattro grandi demoni e il sacerdote infernale Dagra Dai. Vazdah e i demoni maggiori suoi servi furono sigillati nelle profondità della terra dagli spiriti Dragoni millenni or sono.
Dopo la caduta dell'impero di Vigoor, Dagra Dai invia Elizébet a recuperare la Statua del Demone dal villaggio degli Hayabusa. Una volta entratone in possesso, Dagra Dai scende nelle profondità del Monte Fuji, e inizia un rituale per risvegliare l'Arcidemone. Tuttavia, questo viene interrotto dall'arrivo di Ryu Hayabusa, che inizia a combattere contro il sacerdote infernale. Ferito gravemente, Dagra Dai offre la sua carne all'Arcidemone, che si desta dal suo sonno e inizia la sua scalata nel cratere del monte Fuji. Dopo essere stato apparentemente sconfitto dal Ninja Drago, una goccia del suo sangue cade sul cadavere dell'Arcidemone, risvegliandolo nella sua vera forma. Dopo una battaglia all'ultimo sangue, Ryu riesce a sconfiggerlo, precludendo per sempre la Terra ai demoni.

### Dagra Dai
Dagra Dai (ダグラダイ?, Dagra Dai) è il Sacerdote Infernale (兇魔皇帝?, Kyoma Kotei, "Imperatore Demone Infernale") dell'Arcidemone Vazdah e colui che si cela dietro alle azioni di Elizébet, che manda a recuperare tutti i materiali necessari per far rivivere l'Arcidemone. È doppiato da Shozo Iizuka.
Millenni orsono, Dagra Dai era un filosofo umano che vagabondava incurante del caos causato dalla guerra tra i Grandi Demoni. Attratto dal conflitto, l'Arcidemone Vazdah emerse dalle viscere della terra, incrociando lo sguardo di Dagra Dai, caduto accidentalmente nella fossa da lui creata. Guardando negli occhi dell'Arcidemone, Dagra Dai subì una mostruosa trasformazione, con un terzo occhio che apparve sulla sua fronte seguito da una terribile illuminazione; il filosofo umano non esisteva più, divenendo il sacerdote infernale dell'Arcidemone, dotato dello stesso immenso potere malvagio di Vazdah. Con il suo nuovo potere, Dagra Dai sottomise i Grandi Demoni alla volontà dell'Arcidemone, dando così inizio al Regno Infernale. Quando i Ninja Drago della vecchia generazione sigillarono i Grandi Demoni, Dagra Dai fu l'unico a sfuggire a questo destino, diventando il capo dell'Ordine del Necromantale e orchestrando per secoli il ritorno dell'Arcidemone.
Dopo la caduta dell'impero di Vigoor, Dagra Dai prese il controllo della razza demoniaca dall'ormai deposto Imperatore di Vigoor, inviando Elizébet a recuperare la Statua del Demone dal villaggio degli Hayabusa. Una volta entratone in possesso, Dagra Dai scende nelle profondità del Monte Fuji,  iniziando un rituale per risvegliare l'Arcidemone. Interrotto tuttavia dall'arrivo di Ryu Hayabusa, Dagra Dai inizia a combattere contro il Ninja Drago, venendo alla fine sconfitto. In un ultimo disperato tentativo di resuscitare il suo padrone, Dagra Dai offre quindi la sua carne e il suo sangue come sacrificio finale, venendo ucciso brutalmente dall'Arcidemone che si desta infine dal suo sonno.

### Elizébet
Elizébet (エリザベート?, Erizabēto) è la Sovrana del sangue (血のエリザベート?, Chi no Erizabēto, "Elizébet del sangue") e la regina dei Grandi demoni, oltre che sacerdotessa dell'Ordine del Necromantale. Il suo nome e l'appellativo che le sono stati attribuiti richiamano ad un personaggio storico realmente vissuto, Erzsébet Báthory, conosciuta anche come la "Contessa Sanguinaria". È doppiata da Hiromi Tsuru.
Molto tempo fa, i Ninja Drago della vecchia generazione sigillarono lei e i suoi compagni demoni in un sonno profondo finché, dopo molto tempo, venne risvegliata dal sacerdote infernale Dagra Dai. Egli le diede il compito di recuperare un importante manufatto, la Statua del Demone, che si trova nel villaggio di Hayabusa, in modo da rendere possibile il ritorno dell'Arcidemone Vazadh sulla Terra. Non appena consegna la statua a Dagra Dai in Amazzonia, combatte con Ryu Hayabusa, venendo sconfitta. Quando Genshin viene ucciso da Ryu sul monte Fuji, Elizébet lo resuscita e lo trasforma in un demone. Tuttavia dopo che Genshin viene nuovamente ucciso, Elizébet si scontra un'ultima volta con il Ninja Drago, dal quale viene uccisa definitivamente.

### Volf
Volf (ヴォルフ?, Vōrufu) conosciuto come l'Invincibile sovrano delle tempeste (嵐のヴォルフ?, Arashi no Vōrufu, "Volf della tempesta"), è uno dei Grandi demoni. Volf è un enorme essere dall'aspetto di un licantropo con quattro braccia, in continua ricerca di un guerriero che sia alla sua altezza in combattimento. È doppiato da Daisuke Gōri.
Molto tempo fa, i Ninja Drago della vecchia generazione sigillarono lui e i suoi compagni demoni in un sonno profondo, finché, dopo molto tempo, venne svegliato dal potere della Statua del Demone. Insieme ai suoi schiavi licantropi, prende il controllo della Capitale sull'acqua, per attirarvi tutti i migliori combattenti venuti a liberare la popolazione dal suo dominio. Venne ucciso da Ryu dopo un combattimento all'ultimo sangue nell'arena. Risorto negli inferi, combatte Ryu accompagnato da un esercito di centauri, venendo comunque ucciso.
In battaglia, Volf si serve della Falce d'Eclisse (イクリプス サイズ?, Ekuripusu Saizu), una grossa falce forgiata in acciaio Damasco appartenente alla tribù dei licantropi dei demoni. Con essa, Volf può generare lame d'aria che spazzano via ogni cosa. La falce entra in possesso di Ryu quando egli uccide Volf.

### Alexei
Alexei (アレクセイ?, Arekusei) conosciuto come il Sovrano del fulmine (電撃のアレクセイ?, Dengeki no Arekusei, "Alexei del fulmine"), è uno dei Grandi demoni, doppiato da Hikaru Midorikawa.
Risvegliato dal potere della Statua del Demone, si impadronisce della città di New York, stabilendo la sua base in cima alla Statua della Libertà. Alexei nutre un profondo odio per l'umanità, e non ritiene gli umani meritevoli di abitare in una città secondo lui così bella. Dopo essersi scontrato con Ryu Hayabusa, Alexei precipita dalla statua maledicendo il Ninja Drago. Risorto negli Inferi, Alexei rapisce Sonia e la rinchiude in una gigantesca gabbia. Mentre sta godendo del disgusto di Sonia verso di lui, Alexei scatta quando avverte Ryu Hayabusa scendere negli inferi e tenta di ucciderlo. Con il suo ultimo respiro, scompare in un'esplosione di energia elettrica.

### Zedonius
Zedonius (ゼドニアス?, Zedoniasu), conosciuto come il Sovrano delle fiamme (炎のゼドニアス?, Honō no Zedoniasu, "Zedonius della fiamma"), è uno dei Grandi demoni. Zedonius disprezza profondamente l'umanità, rivolgendosi agli uomini chiamandoli solo "scimmie". Dopo esser stato risvegliato dal potere della Statua del Demone, per dimostrare la sua forza lancia un ultimatum a una nazione militare, preannunciando la disfatta di tutto il genere umano se questo non si fosse sottomesso al volere dei demoni. Durante lo scontro con Ryu tuttavia egli confessa che migliaia di anni prima fu proprio lui a omaggiare gli umani con il dono del fuoco. È doppiato da Hidekatsu Shibata.

## Ninja Gaiden 3
Il terzo capitolo vede Ryu Hayabusa contrapposto ai Signori dell'Alchimia, una setta pericolosa e fanatica di alchimisti che usa il terrorismo e la sperimentazione illegale per adempiere ai propri scopi, agendo pubblicamente sotto l'identità dell'organizzazione "LOA" (acronimo che sta proprio per "Lords of Alchemy").

### Mizuki McCloud
Mizuki McCloud è un'agente della sicurezza speciale dell'Aviazione di autodifesa giapponese, la quale, insieme al suo capo Ken Ishigami, chiede aiuto al ninja Ryu Hayabusa riguardo ai recenti attacchi terroristici in Inghilterra. Mizuki è inoltre la sorella di Saya, moglie di Theodore, e tutrice legale di Kana.

### Kana Higgins
Kana Higgins è la figlia adottiva di Mizuki McCloud e figlia di Saya e Theodore Higgins. Viene presentata come una bambina timida e introversa, dal momento che, un anno prima degli eventi di Ninja Gaiden 3, perse i genitori in un incidente. Inizialmente è intimidita da Ryu, ma pian piano il ninja si avvicina a lei, mostrandole un aspetto di lui più amichevole e gentile. Viene in seguito catturata insieme a Mizuki dai LOA, rivelandosi come il bersaglio principale dei terroristi per creare la Dea, dopo averla fusa con l'Uovo di Dio creato dalle cellule di Saya, con il sangue di Ryu e con una versione purificata della Spada del Drago. Quando la Dea comincia a devastare Tokyo, Ryu la raggiunge e comincia a combatterla usando la Spada dell'Arcidemone; durante lo scontro, la vecchia spada di Genshin viene spezzata, ma la Spada del Drago ritorna nelle mani di Ryu, che riesce a uccidere la Dea salvando contemporaneamente la vita di Kana.

### Theodore Higgins
Theodore Higgins (ヒギンズ セオドア?, Higinzu Seodoa) è il fratello di Cliff e il padre di Kana. Un anno prima degli eventi di Ninja Gaiden 3, Theodore e la moglie Saya morirono in un incidente, ma in qualche modo Cliff riportò Theodore in vita e lo trasformò nel Reggente della Maschera (仮面の導師?, Kamen no dōshi), controllandolo con una maschera dotata di intelligenza artificiale.
Il Reggente della Maschera è uno dei capi dei LOA, che a Londra prendono in ostaggio il primo ministro inglese. Ryu Hayabusa riesce ad infiltrarsi nel Consiglio dei Ministri e combatte contro l'uomo mascherato. Dopo una dura battaglia, il Ninja Drago riesce a ferire l'alchimista, che però riesce a marchiare Ryu con una maledizione: la Morsa dell'Assassino. Il Reggente appare nuovamente sui telegiornali, chiedendo che tutti i paesi del mondo si arrendano ai LOA entro sette giorni. Il Reggente si confronterà con Ryu diverse volte: nel deserto del Rub'al-Khali, rivelandogli la natura della Morsa dell'Assassino, e presso i laboratori dei LOA ad Abismo Island, dove l'alchimista scaglia contro Ryu diverse creature, tra le quali un T-Rex e il prototipo del loro dio.
Sulla nave Black Narwhal, il Reggente combatte ancora una volta contro Ryu, il quale riesce finalmente a sconfiggerlo. Cliff allora rivela a Ryu che il Reggente era in realtà Theodore Higgins, il padre di Kana. Tuttavia, Theodore è riuscito a sopravvivere in qualche modo alla battaglia contro Ryu, e, una volta riacquistata la sua identità, uccide Cliff nella sua forma mostruosa. Theodore combatte un'ultima volta contro Ryu per l'incolumità di suo figlia, trasformata nella Dea. Ryu ferisce mortalmente Theodore, che con le sue ultime forze riesce a togliere la maledizione dal braccio di Ryu. Prima di morire, Theodore supplica Ryu di salvare Kana e il mondo.
Theodore combatte con una lunga spada occidentale, con uno stile che ricorda quello della scherma. La sua abilità principale è quella di maledire i suoi avversari con la Morsa dell'Assassino (殺戮の兇手?, Satsuriku no kyōshu), un'antica maledizione slava che porta il nemico a patire il dolore e la sofferenza di tutti coloro che ha ucciso. Fa uso anche di vari incantesimi alchemici, con i quali può stordire il nemico, creare esplosioni o assorbire l'energia dell'avversario.

### Cliff Higgins
Clifford "Cliff" Higgins (ヒギンズ クリフォード?, Higinzu Kurifōdo), è uno degli antagonisti di Ninja Gaiden 3. Inizialmente si presenta come uno scienziato che lavora per le Forze di Autodifesa giapponesi, ma in realtà lavora segretamente per i LOA.
Prima degli eventi di Ninja Gaiden 3, Cliff aveva intenzione di utilizzare Saya per trasformarla nella Dea. I suoi desideri andarono però in fumo quando Saya sposò suo fratello Theodore, avverso a tale piano. Tuttavia, Cliff decise di approfittare del loro matrimonio per trasformare la loro figlia Kana nella Dea. Così uccise sia Saya che Theodore (causò loro un incidente), ma riportò suo fratello in vita e lo trasformò nel Reggente della maschera. Dopo che Ryu sconfigge il suo clone nel laboratorio ad Abismo Island, Cliff appare al fianco del capo dei LOA, Ashtear, come membro dei terroristi. Dopo che Ryu sconfigge il Reggente della Maschera sulla nave Black Narwhal, Cliff rimuove la Spada del Drago dal corpo di Ryu fondendola con l'Uovo di Dio e Kana, che si trasformerà nella Dea. Cliff reincontra Ryu e Mizuki a Tokyo, trasformandosi in una creatura con quattro braccia ricoperta di cristalli. Durante la battaglia, Cliff riesce a prendere il sopravvento e cerca di uccidere sia Ryu e Mizuki, ma questi vengono salvati da Theodore, che riesce a uccidere Cliff trafiggendolo con la sua spada.

### Ashtear Higgins
Ashtear Higgins (ヒギンズ アシュタル?, Higinzu Ashutaru) è uno degli antagonisti di Ninja Gaiden 3, nonché uno dei capi dei LOA. Egli è un uomo piuttosto anziano, che sembra avere le gambe paralizzate, dato che è sempre seduto su una sedia fluttuante.
Ryu lo incontra nelle pianure ghiacciate dell'Antartide, dove gli rivela che il vero obiettivo dei LOA era il sangue del dio Drago che scorre nelle vene dei ninja del clan Hayabusa. Ashtear poi se ne va con Cliff, mentre Ryu combatte contro un suo clone. Nel mar di Polinesia, sulla nave Black Narwhal, Ashtear affronta Ryu faccia a faccia, creando con la sua alchimia un grosso dragone meccanico. Nonostante integri nel drago diverse tecnologie, alla fine viene ucciso anche lui da Ryu. Quando Kana si trasforma nella Dea, il corpo senza vita di Ashtear affonda nell'oceano insieme alla Black Narwhal.

### Lovelace
È una scienziata dei LOA che lavora con il Reggente della Maschera. È a capo del laboratorio scientifico dei LOA presso l'isola di Abismo e dimostra un atteggiamento freddo e crudele. Nonostante ciò, verrà sacrificata dal Reggente della Maschera, che la getta nella capsula in cui è conservata la cellula per creare la Dea. Lovelace si fonde quindi con tale cellula, divenendo un prototipo elementare della Dea. Si scontra quindi con Ryu, ma viene sconfitta e distrutta.

### Kasumi
Kasumi viene introdotta in Ninja Gaiden 3: Razor's Edge come DLC, dopo un breve cameo in Ninja Gaiden Sigma 2.
La sua arma principale è la Luna velata (霧月刀?, Mugettō), una spada lunga (in opposizione all'iconica wakizashi che porta dietro la schiena) e il suo ninpō è il Fulmine squarcia-cielo (裂空迅風殺?, Rekkū jinpū satsu) in Dead or Alive, tradotto come Vento lacerante in Ninja Gaiden 3: Razor's Edge.

## Yaiba: Ninja Gaiden Z

### Yaiba Kamikaze
Yaiba Kamikaze (神風 刃?, Kamikaze Yaiba) è un ninja del clan Kamikaze del Giappone, antico clan con mitiche discendenza dai kitsune.
Durante un allenamento, il ninja perse il controllo della sua forza ferendo mortalmente sua sorella Yuki. La portò quindi dal padre e corse a prendere un'antica pergamena con il potere di riportarla in vita, custodita nel villaggio, ma al suo ritorno trovò il cadavere della sorella senza testa, tagliata dal padre. Secondo il codice ninja infatti, essi dovevano morire con orgoglio e non potevano essere riportati in vita come non-morti. Yaiba perse nuovamente il controllo, sterminando l'interno clan.
Dopo essersi lasciato il villaggio alle spalle, si scontrò con Ryu Hayabusa e nella susseguente battaglia Yaiba perse un occhio e un braccio, oltre che alla sua stessa vita. Venne però resuscitato dalle Forge Industries, che apportarono dei miglioramenti meccanici nel suo corpo, oltre a installargli un congegno per ucciderlo nel caso si ribellasse a loro. Yaiba iniziò così a lavorare forzatamente per questa azienda, combattendo delle orde zombie con l'aiuto di Miss Monday, oltre che cercare vendetta verso Ryu Hayabusa.

### Miss Monday
Miss Monday è una scienziata dalle Forge Industries che ha riportato in vita Yaiba e gli ha donato un occhio e un braccio meccanico. Lo segue durante la sua missione contro le orde zombie.